# Lidl
Lidl je německý řetězec diskontních prodejen, který působí ve 30 zemích Evropy a ve Spojených státech amerických. Stejně jako Kaufland je Lidl součástí skupiny Schwarz-Gruppe, která je největší maloobchodní společností v Evropě. V Česku měl Lidl za účetní rok 2022–2023 tržby 84,359 mld. Kč, a byl tak největším tuzemským maloobchodním řetězcem. V lednu 2024 v Česku fungovalo 318 prodejen Lidl.

## Historie
Jméno Lidl se v obchodu s potravinami objevilo již ve druhé polovině 19. století, kdy v německém městě Heilbronn vznikla firma Lidl & Co. Südfrüchtenhandlung dovážející exotické ovoce. Do této firmy ve 30. letech 20. století vstoupil obchodník Josef Schwarz. Firma změnila název na Lidl & Schwarz KG, nově se zaměřila na velkoobchod s potravinami a stala se tak předchůdkyní současné Schwarz-Gruppe.
První prodejnu pod názvem Lidl otevřel v roce 1973 Josefův syn Dieter Schwarz, a to ve městě Ludwigshafen am Rhein. Práva na používání jména Lidl Schwarz koupil od učitele a uměleckého malíře Ludwiga Lidla, o jehož existenci se dozvěděl náhodou díky článku v novinách.

## Lidl ve světě

Lidl v Evropě:

Lidl měl v lednu 2024 prodejny ve všech zemích Evropské unie, ve Spojeném království, v Srbsku, ve Švýcarsku a ve Spojených státech amerických. Výstavba prvních prodejen probíhala nebo byla v přípravě v Bosně a Hercegovině, Černé Hoře, Kosovu a Severní Makedonii. Celosvětově má Lidl více než 12 000 prodejen.

### Expanze

#### Evropa
První prodejna Lidl byla otevřena v roce 1973 v německém městě Ludwigshafen am Rhein. První zahraniční zemí, kam řetězec expandoval, se v roce 1989 stala Francie. V 90. letech následovaly další země západní Evropy a Řecko. Do zemí bývalého východního bloku Lidl pronikl až v novém tisíciletí, když v roce 2002 otevřel první prodejny v Polsku. V roce 2003 Lidl vstoupil do Česka, o rok později na Slovensko a do Maďarska. Na přelomu 0. a 10. let expanze pokračovala v jižní a jihovýchodní Evropě. V letech 2016–2022 Lidl expandoval do zemí Pobaltí, nejnověji do Estonska. Počátkem roku 2024 probíhal nábor zaměstnanců pro připravované filiálky v Kosovu a Severní Makedonii.
| Země               | Rok vstupu | Počet prodejen | K datu  |
| ------------------ | ---------- | -------------- | ------- |
| Belgie             | 1995       | 300+           | 01/2023 |
| Bulharsko          | 2010       | 115            | 01/2023 |
| Česko              | 2003       | 318            | 01/2023 |
| Dánsko             | 2005       | 139            | 01/2023 |
| Estonsko           | 2022       | 10             | 01/2023 |
| Finsko             | 2002       | 201            | 01/2023 |
| Francie            | 1989       | 1 500+         | 01/2023 |
| Chorvatsko         | 2006       | 107            | 01/2023 |
| Irsko              | 2000       | 160+           | 01/2023 |
| Itálie             | 1992       | 700+           | 01/2023 |
| Kypr               | 2010       | 20             | 01/2023 |
| Litva              | 2016       | 65             | 01/2023 |
| Lotyšsko           | 2021       | 21             | 01/2023 |
| Lucembursko        | 2001       | 13             | 01/2023 |
| Maďarsko           | 2004       | 196            | 01/2023 |
| Malta              | 2008       | 10             | 01/2023 |
| Německo            | 1973       | 3 200+         | 01/2023 |
| Nizozemsko         | 1996       | 440            | 01/2023 |
| Polsko             | 2002       | 800            | 01/2023 |
| Portugalsko        | 1995       | 265            | 01/2023 |
| Rakousko           | 1998       | 250+           | 01/2023 |
| Rumunsko           | 2011       | 300+           | 01/2023 |
| Řecko              | 1999       | 229            | 01/2023 |
| Slovensko          | 2004       | 160            | 01/2023 |
| Slovinsko          | 2007       | 63             | 01/2023 |
| Spojené království | 1994       | 950+           | 01/2023 |
| Srbsko             | 2010       | 61             | 01/2023 |
| Španělsko          | 1994       | 650+           | 01/2023 |
| Švédsko            | 2003       | 205            | 01/2023 |
| Švýcarsko          | 2009       | 160            | 01/2023 |
| Celkem             | 30         | 11 500+        |         |

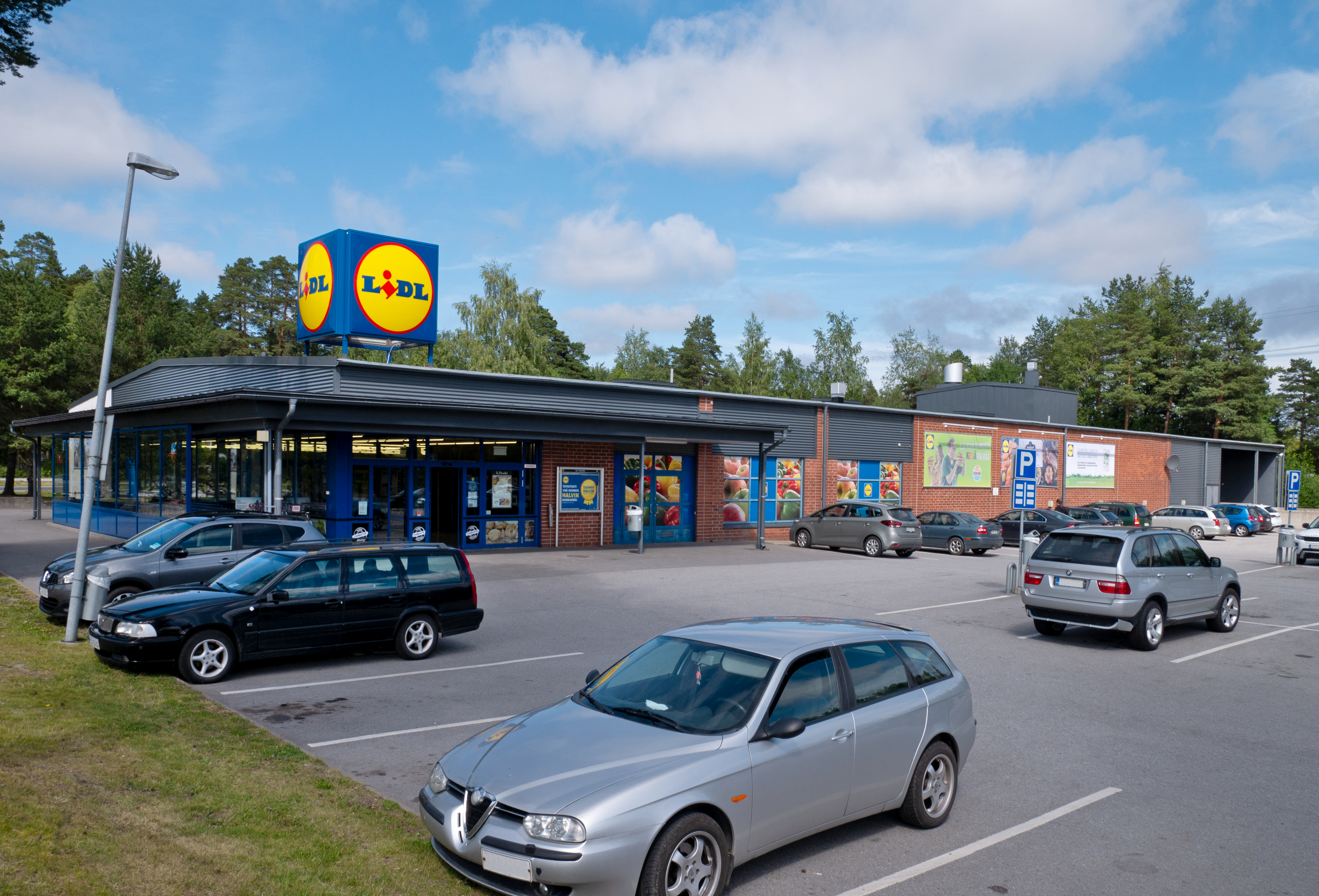
Lidl v Pietarsaari na západě Finska
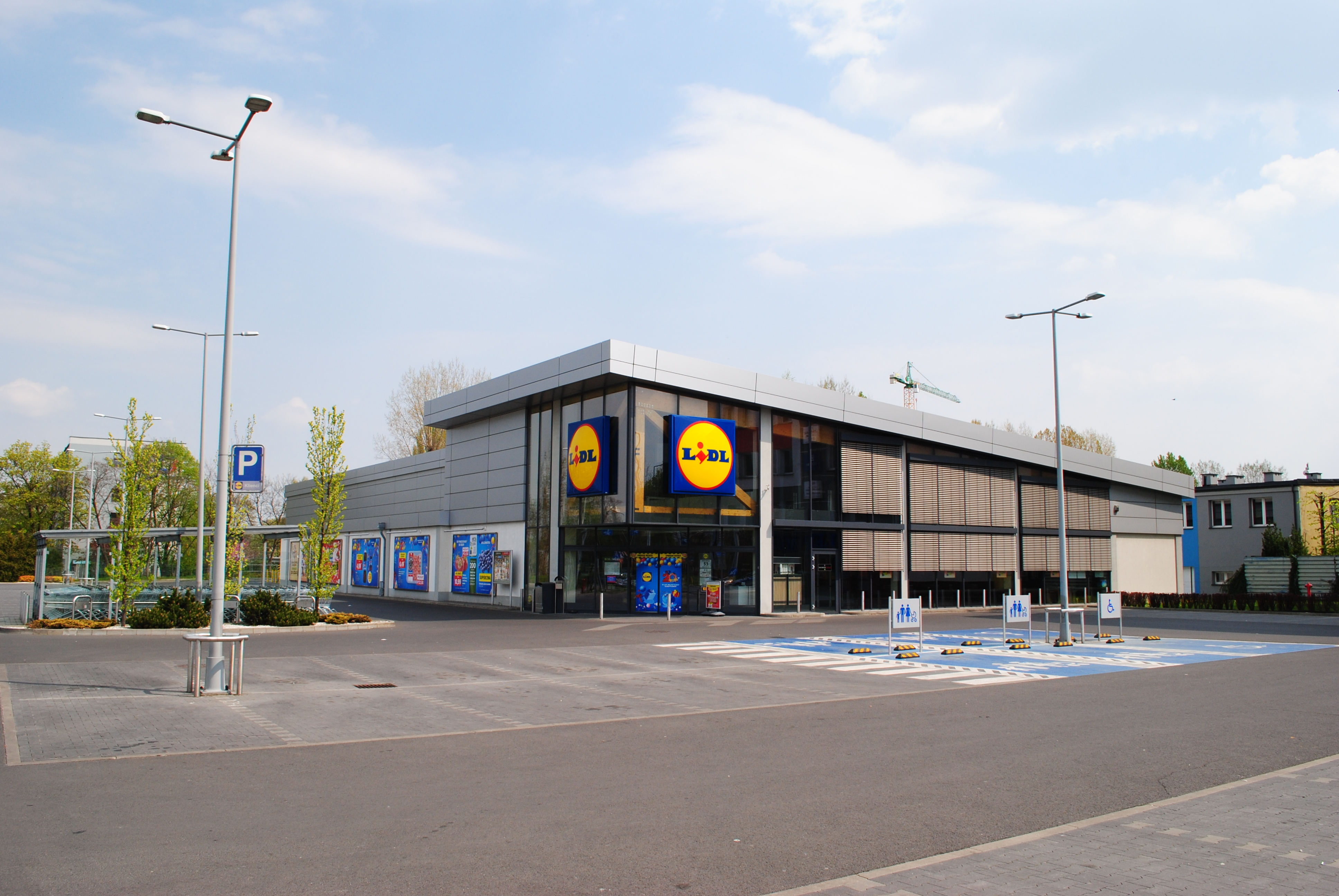
Lidl v Katovicích
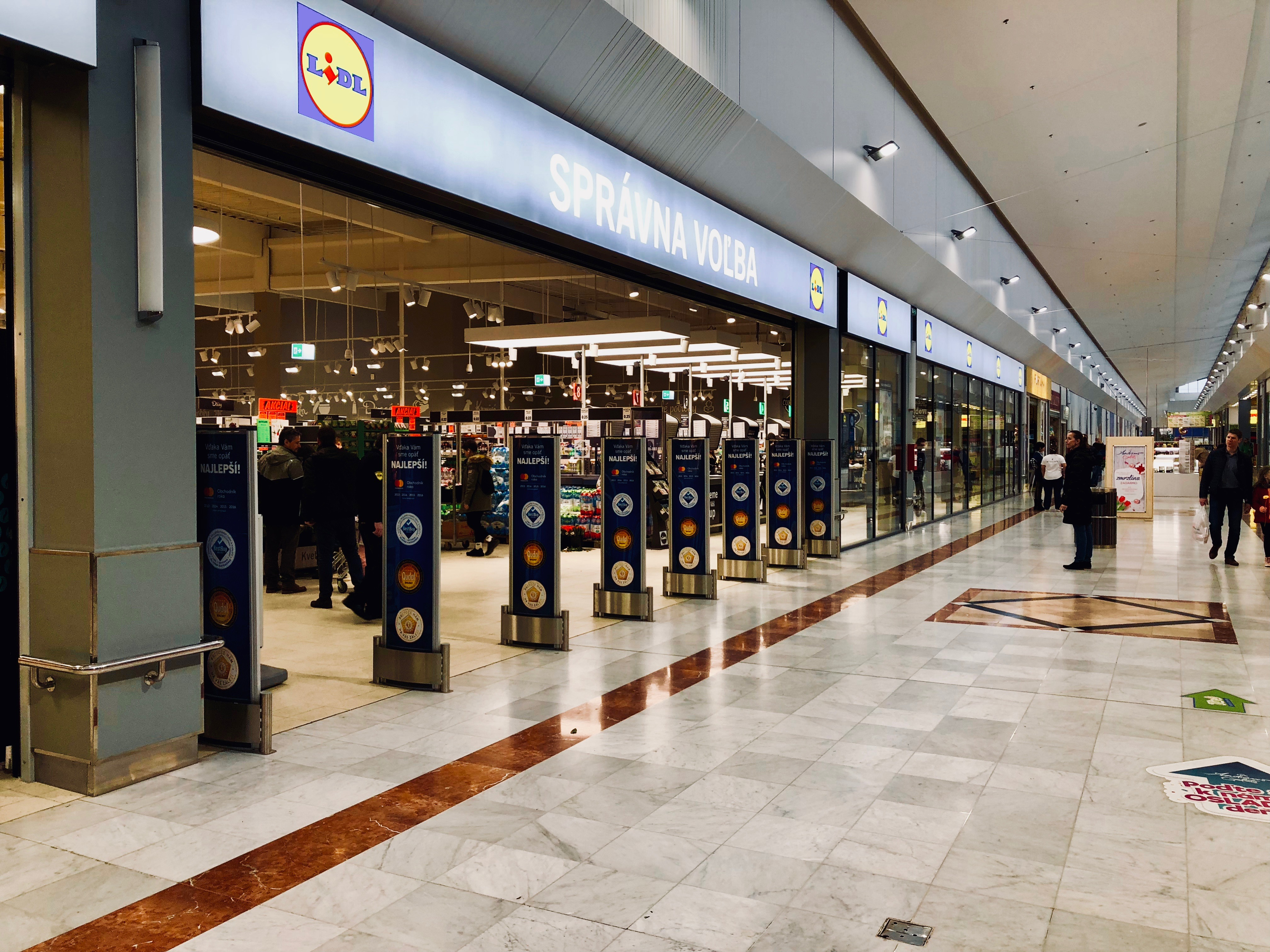
Lidl v košickém obchodním centru Cassovia, kde nahradil Carrefour
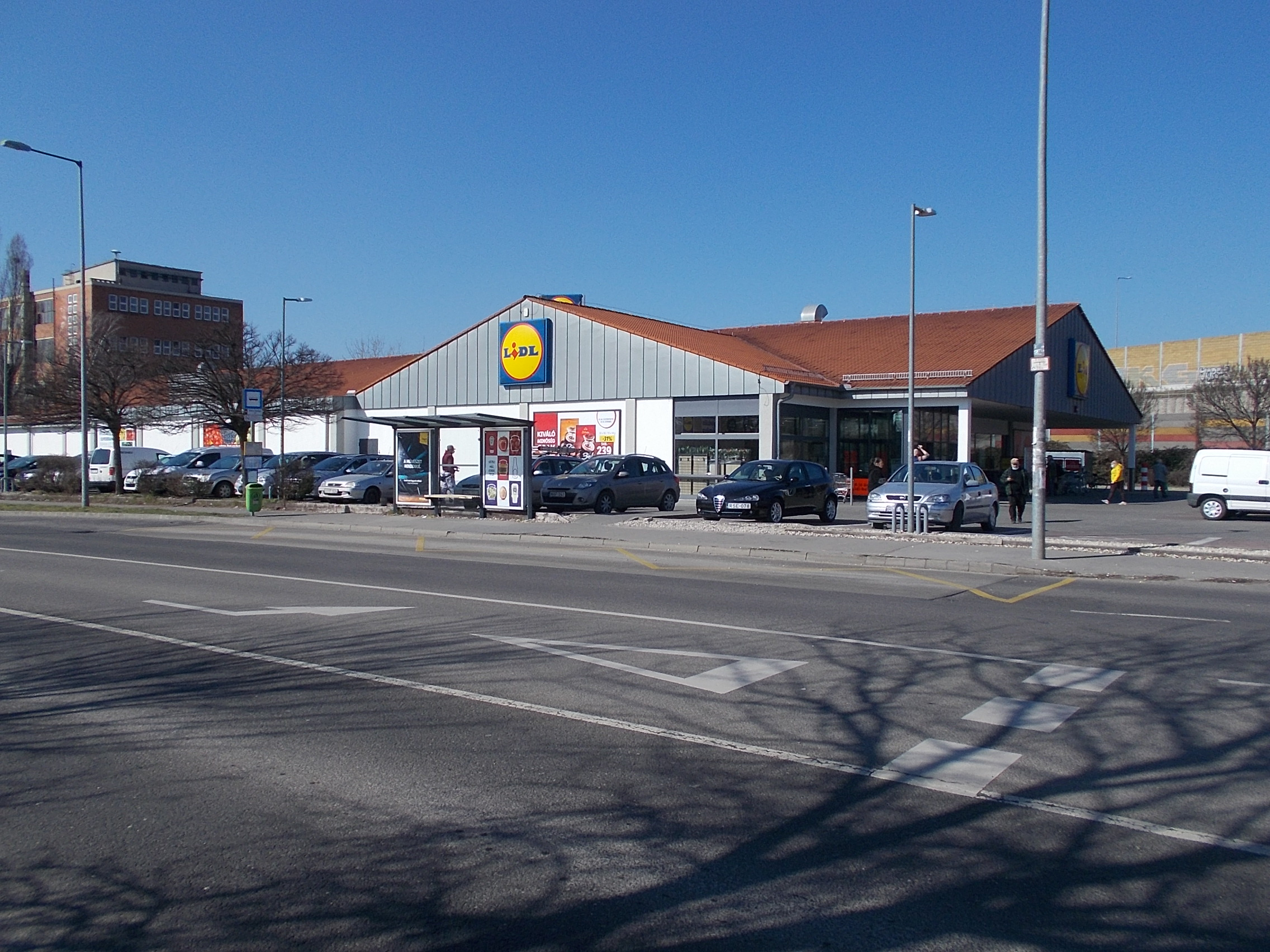
Starší Lidl v Budapešti
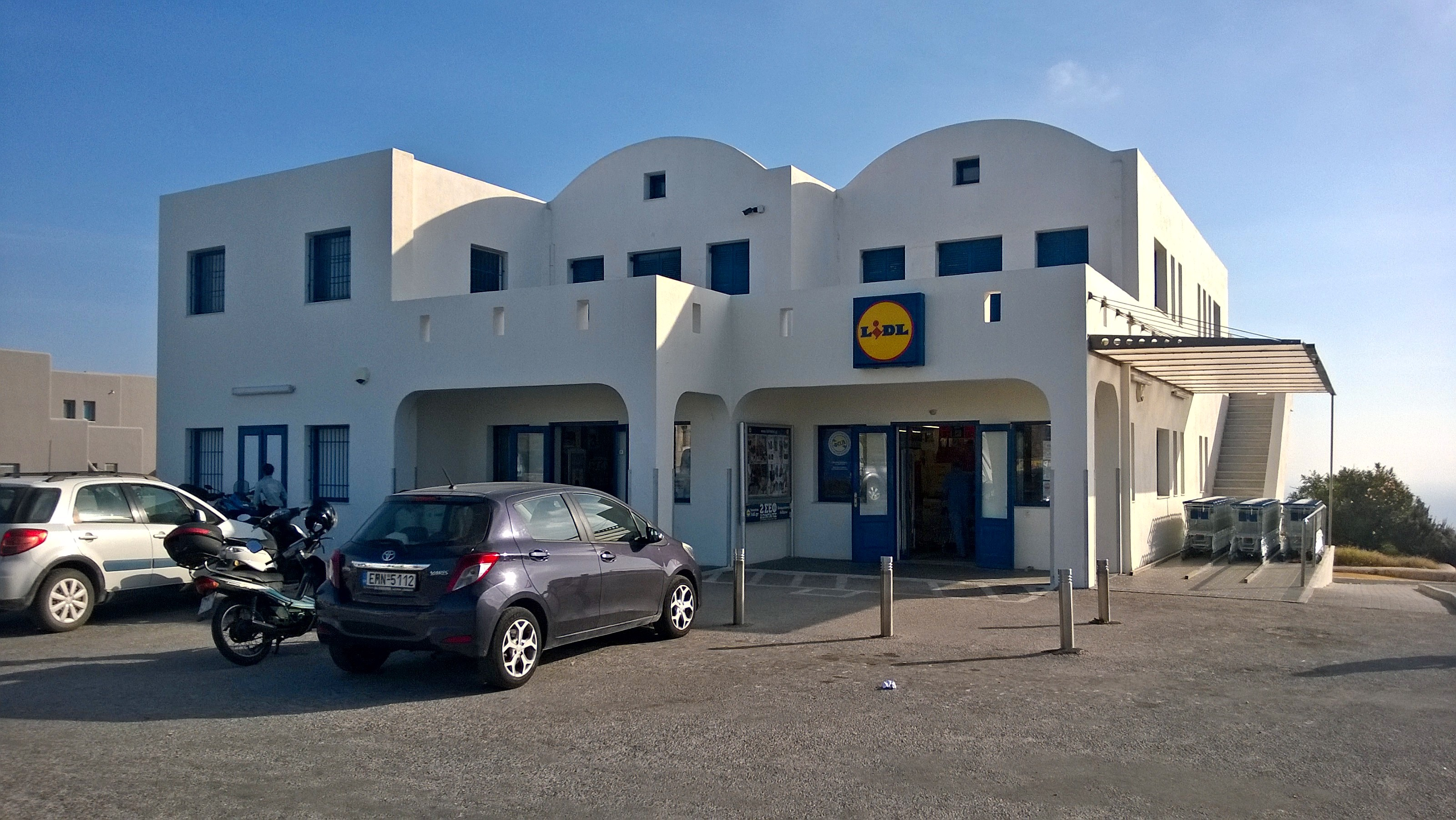
Lidl na řeckém souostroví Santorini
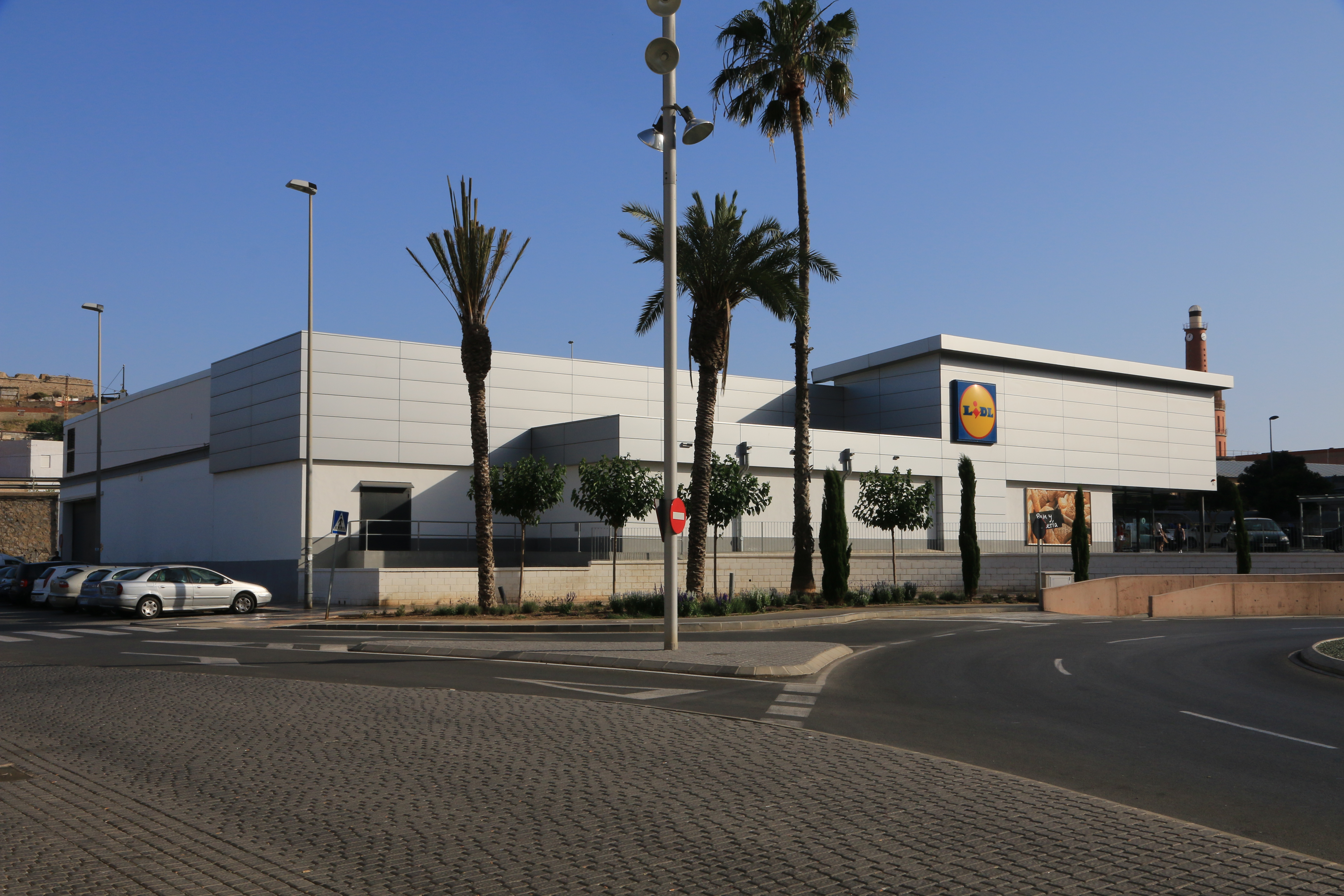
Lidl ve španělském městě Cartagena
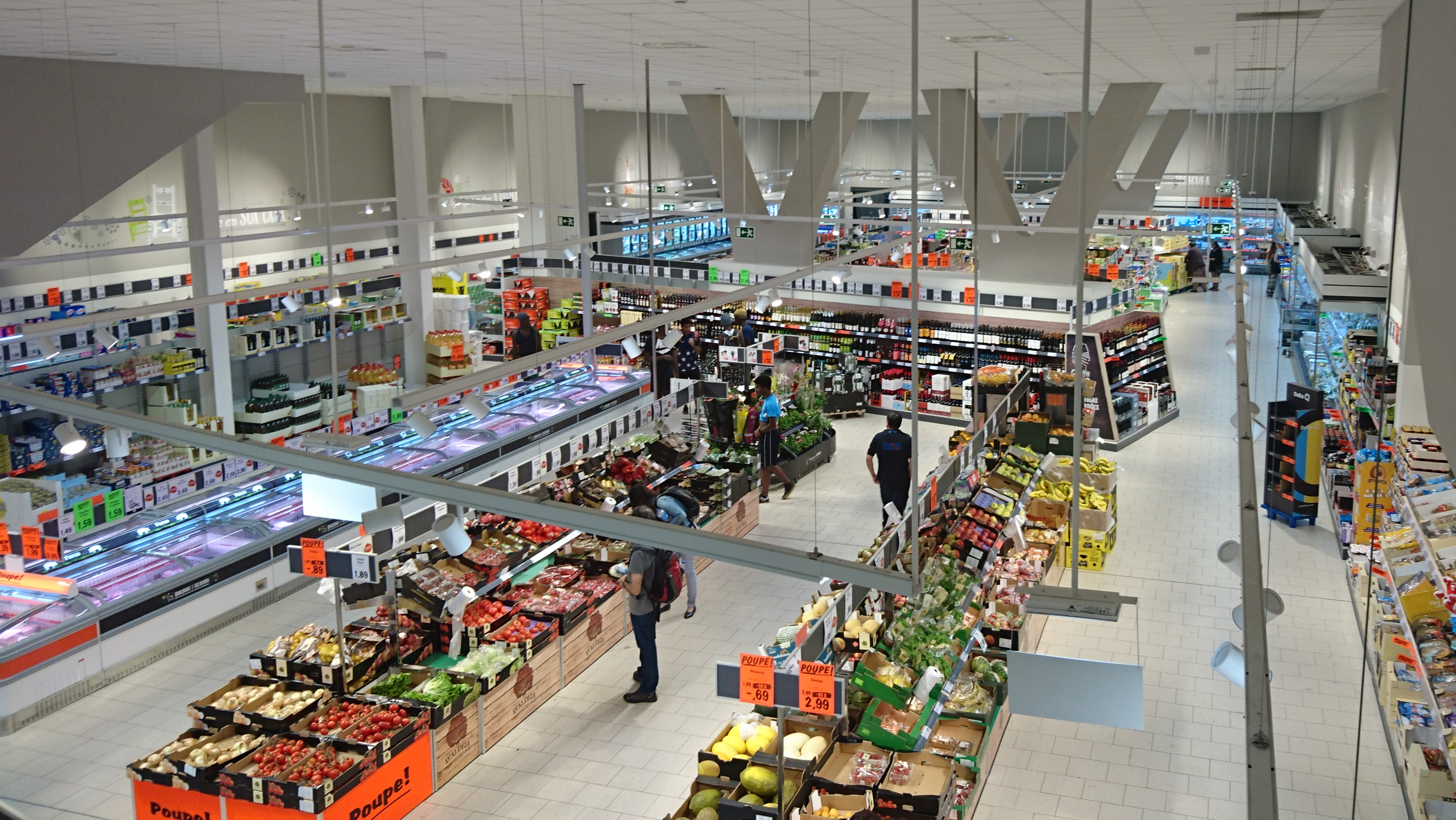
Interiér Lidlu na nádraží Entrecampos v Lisabonu
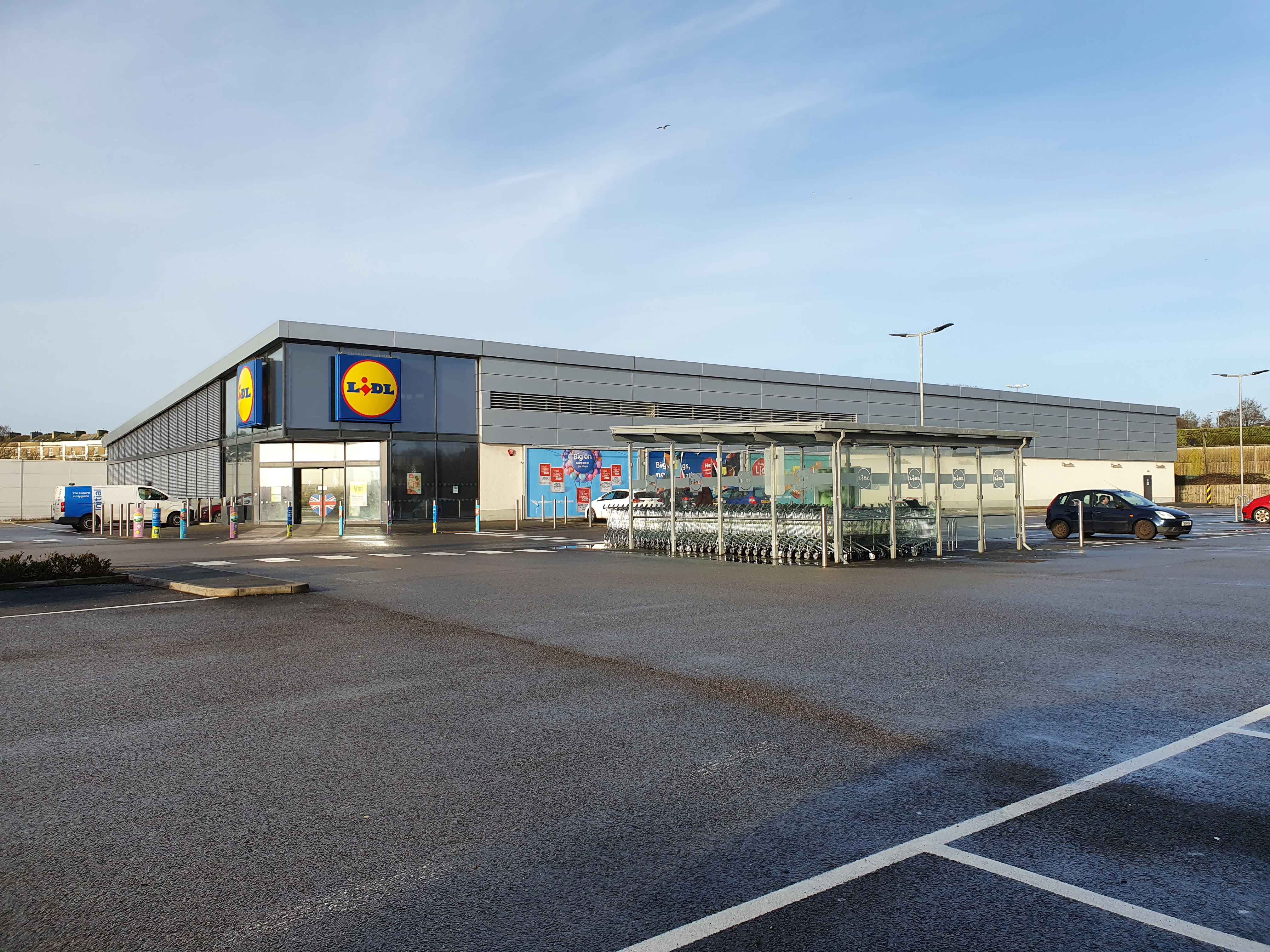
Lidl ve městě Penzance v anglickém hrabství Cornwall
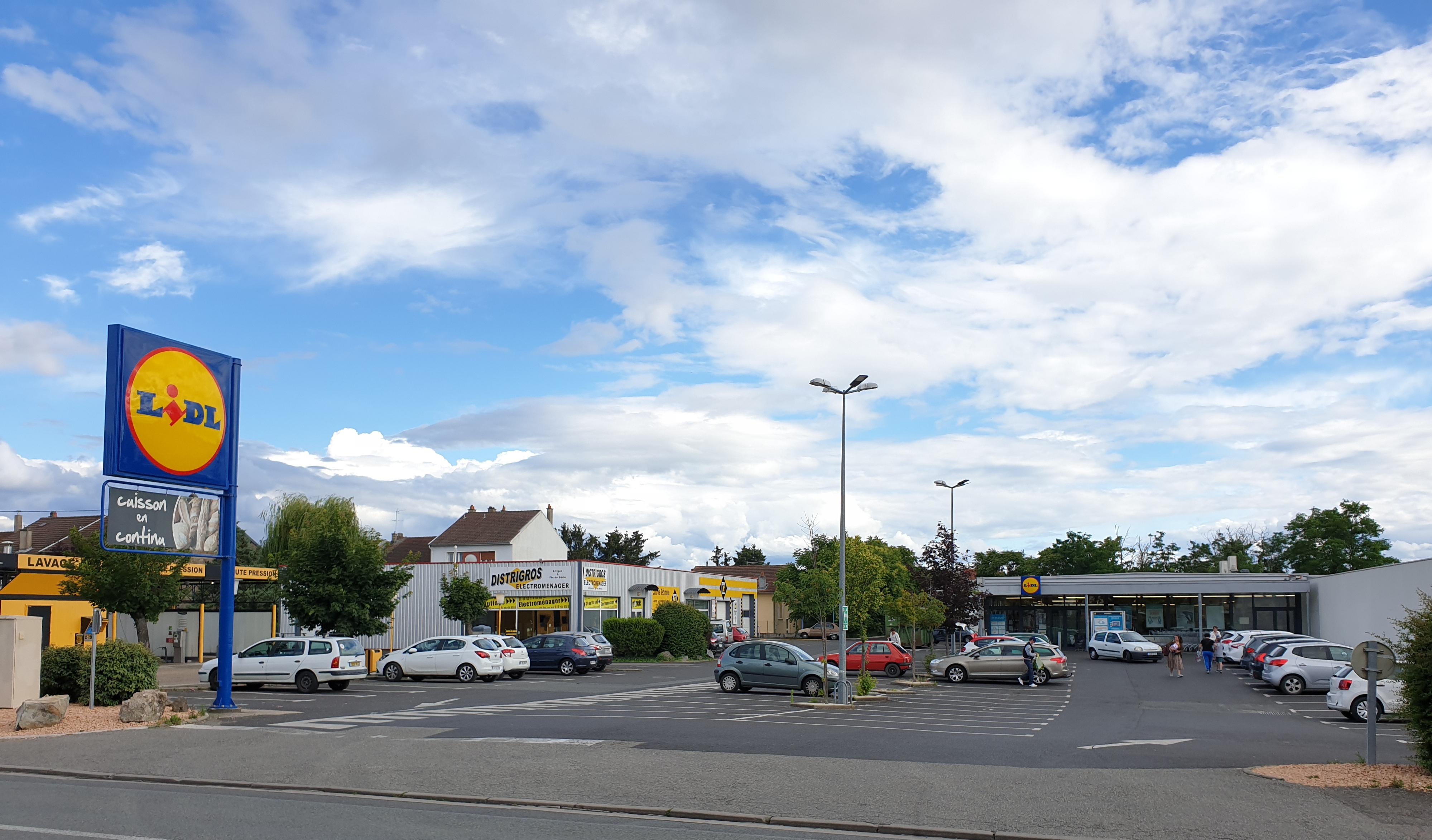
Lidl ve Vichy ve Francii
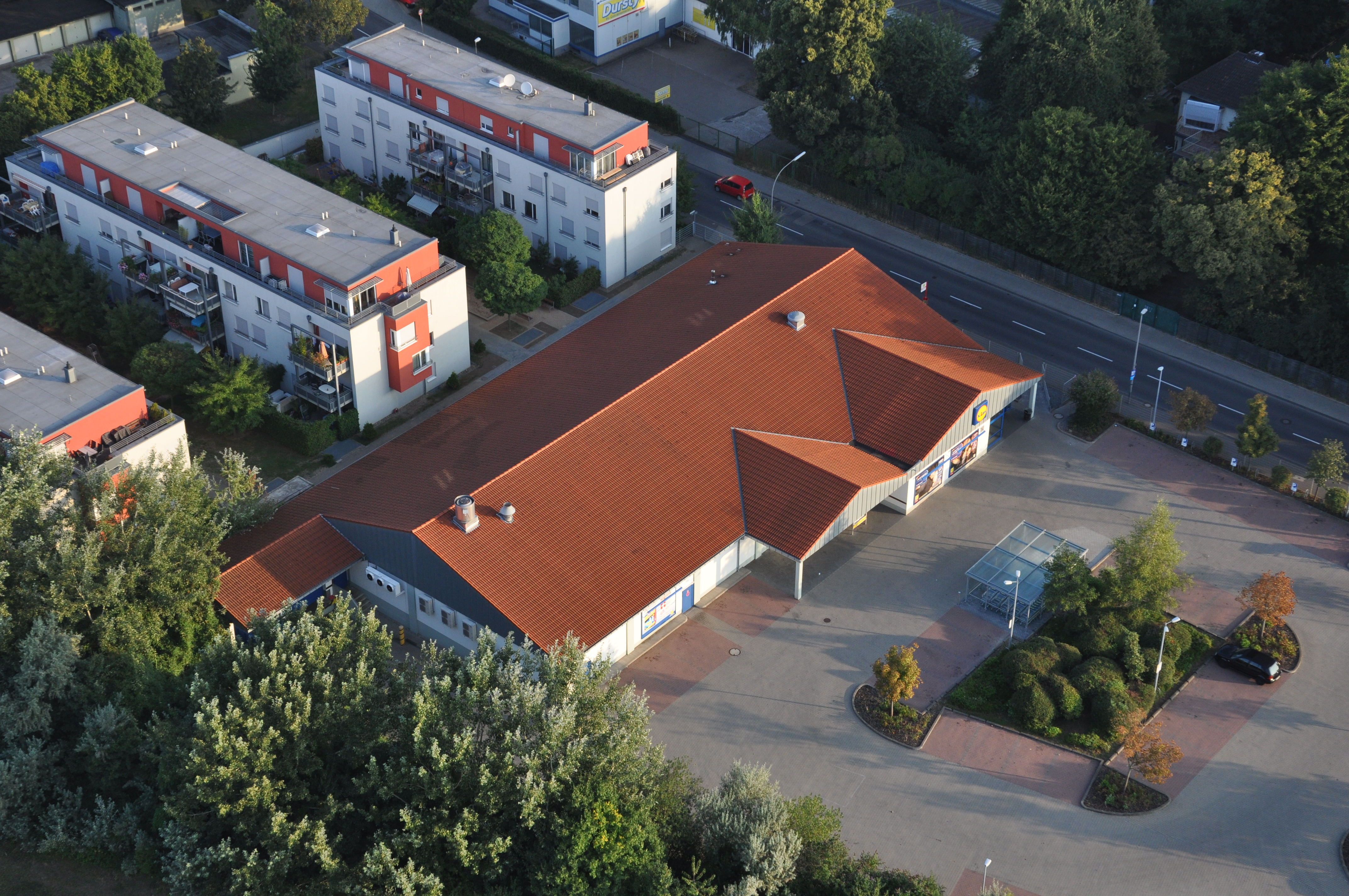
Lidl v Kolíně nad Rýnem, pohled z ptačí perspektivy

#### Spojené státy americké

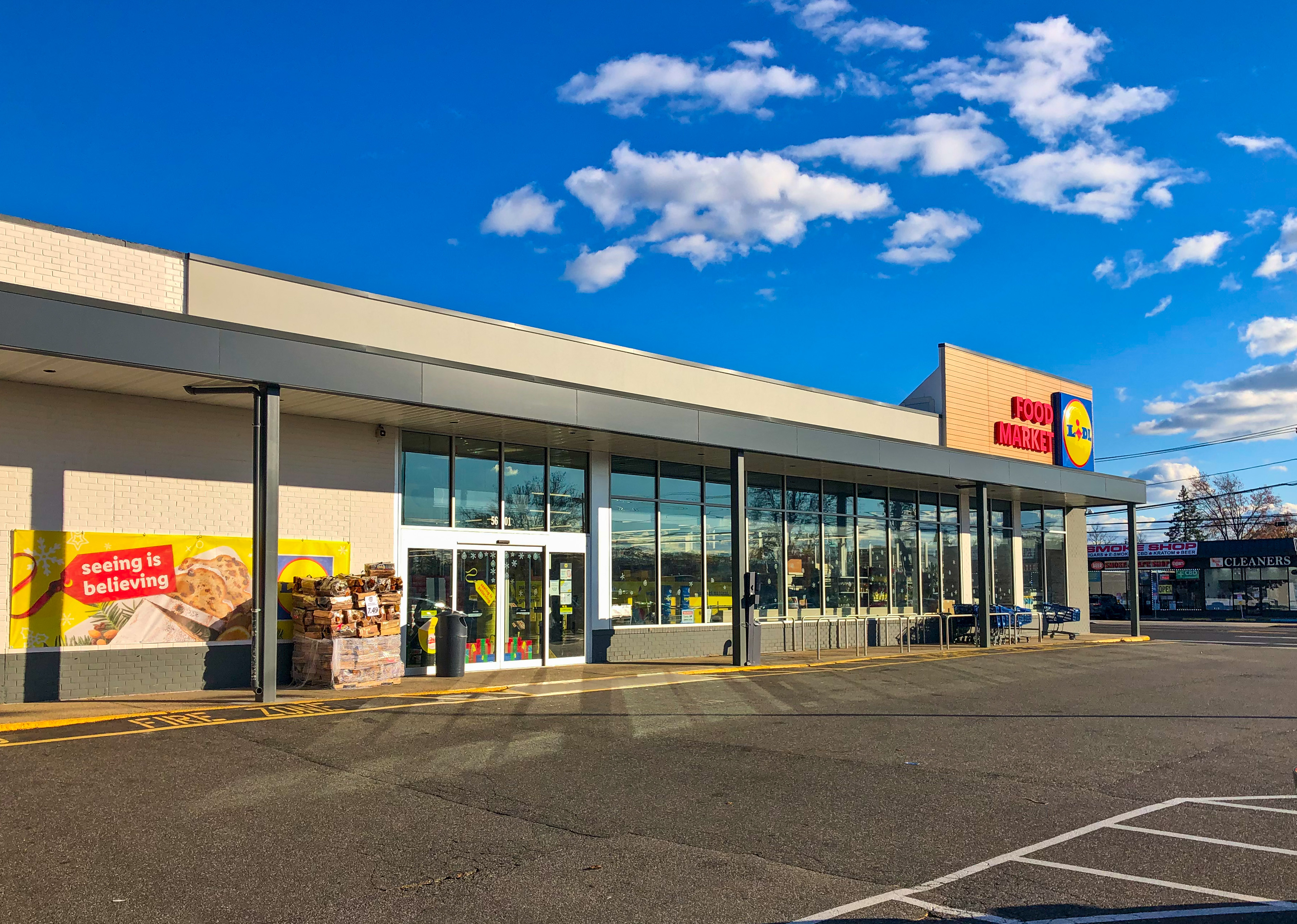
Lidl ve městě Massapequa ve státě New York

Na americký trh Lidl vstoupil v červnu 2017 otevřením deseti prodejen na východě země. V prvním roce tamního působení zůstaly výsledky řetězce za očekáváním. Lidl nepřizpůsobil sortiment preferencím amerických zákazníků a otevíral prodejny v neatraktivních lokalitách. Zákazníci nicméně s nákupy v Lidlu byli spokojeni. Lidl později zařadil do sortimentu více výrobků amerických značek a změnil strategii expanze.
V lednu 2023 bylo ve Spojených státech 178 prodejen Lidl napříč deseti státy, nejvíce ve Virginii (33), ve státě New York (27) a v Severní Karolíně (26). Lidl ve Spojených státech stejně jako v některých zemích Evropy konkuruje diskontnímu řetězci Aldi.

#### Dřívější trhy
V letech 2004–2008 fungovaly prodejny Lidl také v Norsku. Expanze na norský trh však nebyla úspěšná vzhledem ke specifickým preferencím místních zákazníků, tvrdé konkurenci, negativnímu obrazu v tisku a regulacím ohledně stavby prodejen.

### Popularita

#### Oblečení slogem Lidl

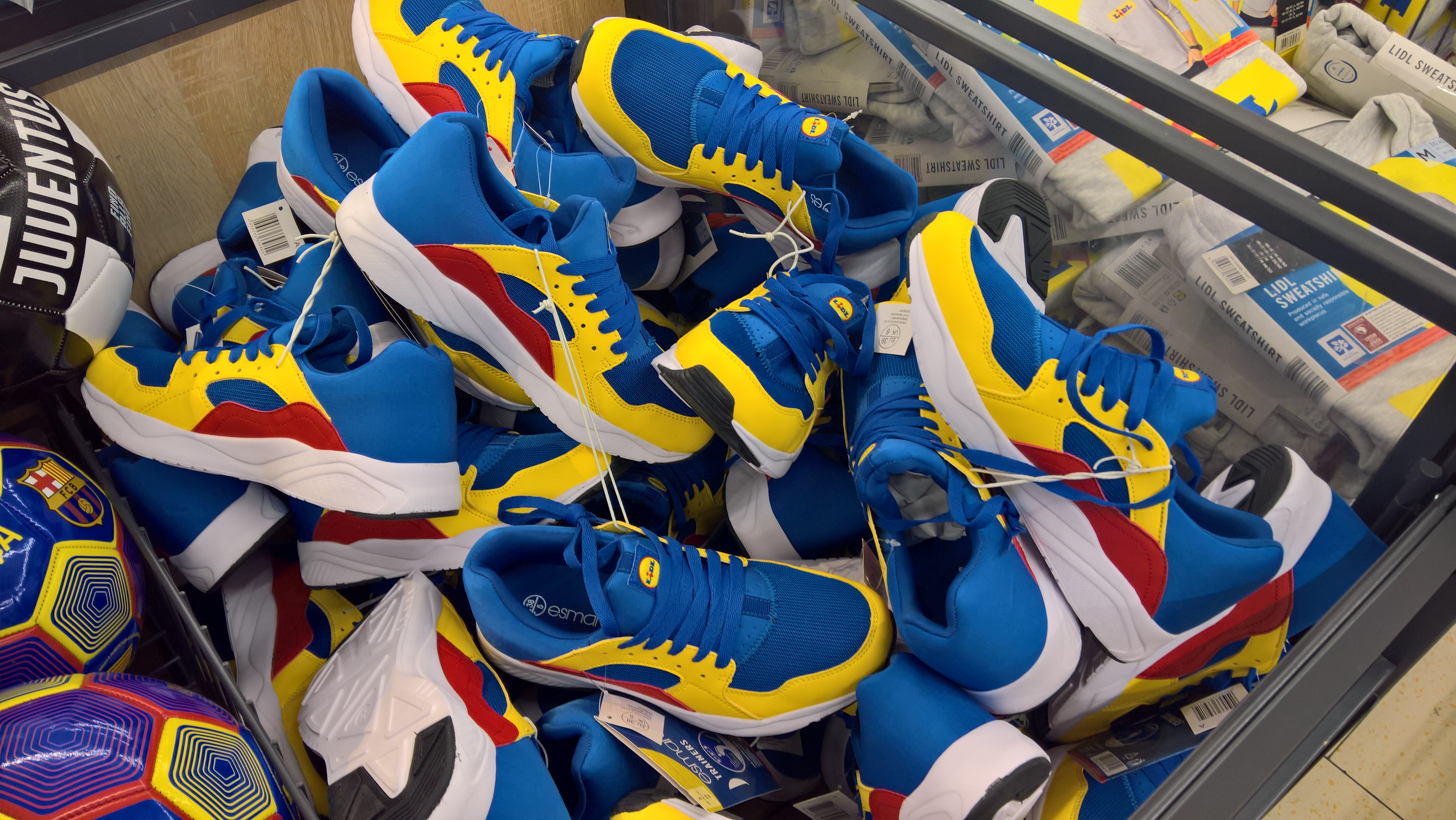
Tenisky s logem Lidl na prodejně v Nizozemsku

V červnu 2020 Lidl do prodejen a na e-shop uvedl limitovanou kolekci oblečení a obuvi se svým logem. Kolekce vzbudila u zákazníků po celé Evropě velký ohlas. Zboží bylo brzy vyprodáno a za několikanásobně vyšší ceny se prodávalo v internetových bazarech. Největší úspěch sklidily Lidl tenisky, které se prodávaly až za téměř 2 300 € (původní cena byla 15 €). Lidl oblečení se svým logem uvedl do prodeje opakovaně, v prosinci 2022 se kolekce například rozšířila o vánoční svetry.

### Kritika

#### Přístup kzaměstnancům
Lidl v roce 2004 v Německu získal anticenu Big Brother Award v oblasti přístupu k zaměstnancům. Řetězec údajně nechával monitorovat pohyb zaměstnanců na prodejně, sledovat, kolik času tráví na záchodě nebo kontrolovat obsah jejich tašek. V roce 2008 se kontroverze opakovala, když týdeník Stern přišel s tvrzením, že si Lidl o zaměstnancích vede podrobné záznamy včetně detailů z jejich osobního života, a pořizuje kamerové záznamy bez jejich vědomí. Následně bylo odhaleno, že se podobného jednání dopouštějí také další obchodní řetězce v Německu. Lidl dostal od místního úřadu pro ochranu osobních údajů pokutu ve výši 1,5 mil. €. V roce 2009 se Lidl stal aktérem dalšího skandálu, když vyšlo najevo, že vedl také záznamy o zdravotním stavu svých zaměstnanců.

#### Financování expanze
Britský deník The Guardian v roce 2015 přišel s informací, že skupina Schwarz získala od Světové banky a Evropské banky pro obnovu a rozvoj úvěry ve výši téměř jedné miliardy amerických dolarů na rozvoj sítí Lidl a Kaufland ve východní Evropě. Krok ostře kritizovaly odbory a podnikové asociace v Polsku. Finanční pomoc podle nich vedla k upevnění dominantní pozice zahraničních řetězců na polském maloobchodním trhu a dalšímu znevýhodnění polských výrobců, kteří jsou řetězci nuceni přistupovat na nevýhodné dodavatelské smlouvy.

#### Retuše křesťanských symbolů

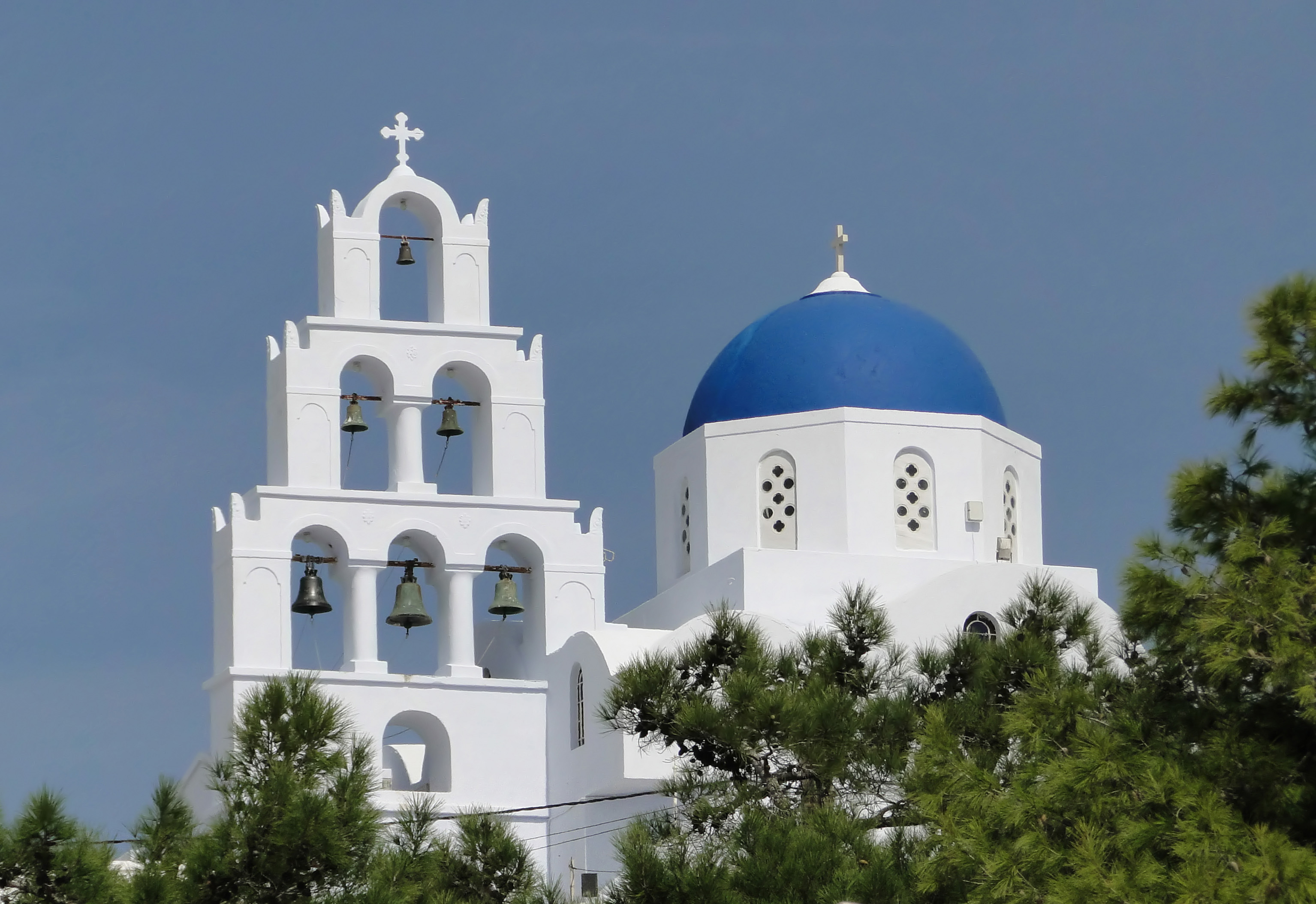
Kostel Svatého kříže ve městě Perissa na řeckém souostroví Santorini

Kontroverze v několika evropských zemích v létě 2017 vyvolaly obaly výrobků privátní značky Eridanous. Potraviny v řeckém stylu měly na obalech fotografie pravoslavných kostelů, ze kterých však byly retuší odstraněny kříže. Na případ jako první upozornila média v Belgii. Kauza rezonovala také v českých médiích, postup Lidlu odsoudil například i tehdejší ministr zemědělství Marian Jurečka. Aféra se stala během migrační krize. Lidl odstranění křížů odůvodnil tím, že chtěl zachovat náboženskou neutralitu, omluvil se a přislíbil změnit design obalů. Retušované verze fotografií Lidl na obalech používal od roku 2014.

#### Obsah pesticidů vovoci azelenině
Testy pořádané hnutím Greenpeace v Německu v roce 2005 odhalily vysoký obsah pesticidů v ovoci a zelenině prodávané v Lidlu. Řetězec na nátlak veřejnosti zavedl přísnější kontroly kvality a zařadil do sortimentu biopotraviny a výrobky fair trade. V reakci na tento krok podepsaly nevládní organizace ze 14 zemí Evropy dokument, ve kterém Lidl vyzvaly k přijetí stejných opatření také v ostatních státech. V roce 2007 Lidl v Německu dosáhl ve stejných testech nejlepšího výsledku ze všech řetězců, ačkoliv podle Greenpeace obsah pesticidů nadále zůstával vysoký.

## Lidl vČesku
Lidl v Česku podniká zejména prostřednictvím firmy Lidl Česká republika, s.r.o., která je vedena u Městského soudu v Praze a má IČ 261 78 541. Firma byla do obchodního rejstříku zapsána v červnu 2000. Firma sídlí v Praze-Stodůlkách naproti jedné z prodejen. Lidl má v Česku šest logistických center: Brandýs nad Labem, Buštěhrad, Cerhovice, Měřín (Stránecká Zhoř), Plzeň a Olomouc. Největší a zároveň nejnovější je centrum v Buštěhradě, které bylo v areálu bývalého Poldi Kladno otevřeno v létě 2021 a má rozlohu téměř 60 000 m2. Centrum v Plzni slouží pro internetový obchod.
V účetním roce 2022–2023 měl Lidl v Česku tržby 84,359 mld. Kč a zisk 5,182 mld. Kč. O rok dříve tržby činily 76,465 mld. Kč a zisk 5,521 mld. Kč. Lidl v roce 2022–2023 zaměstnával průměrně 9,5 tis. zaměstnanců a byl tak jedním z největších tuzemských zaměstnavatelů.

### Historie

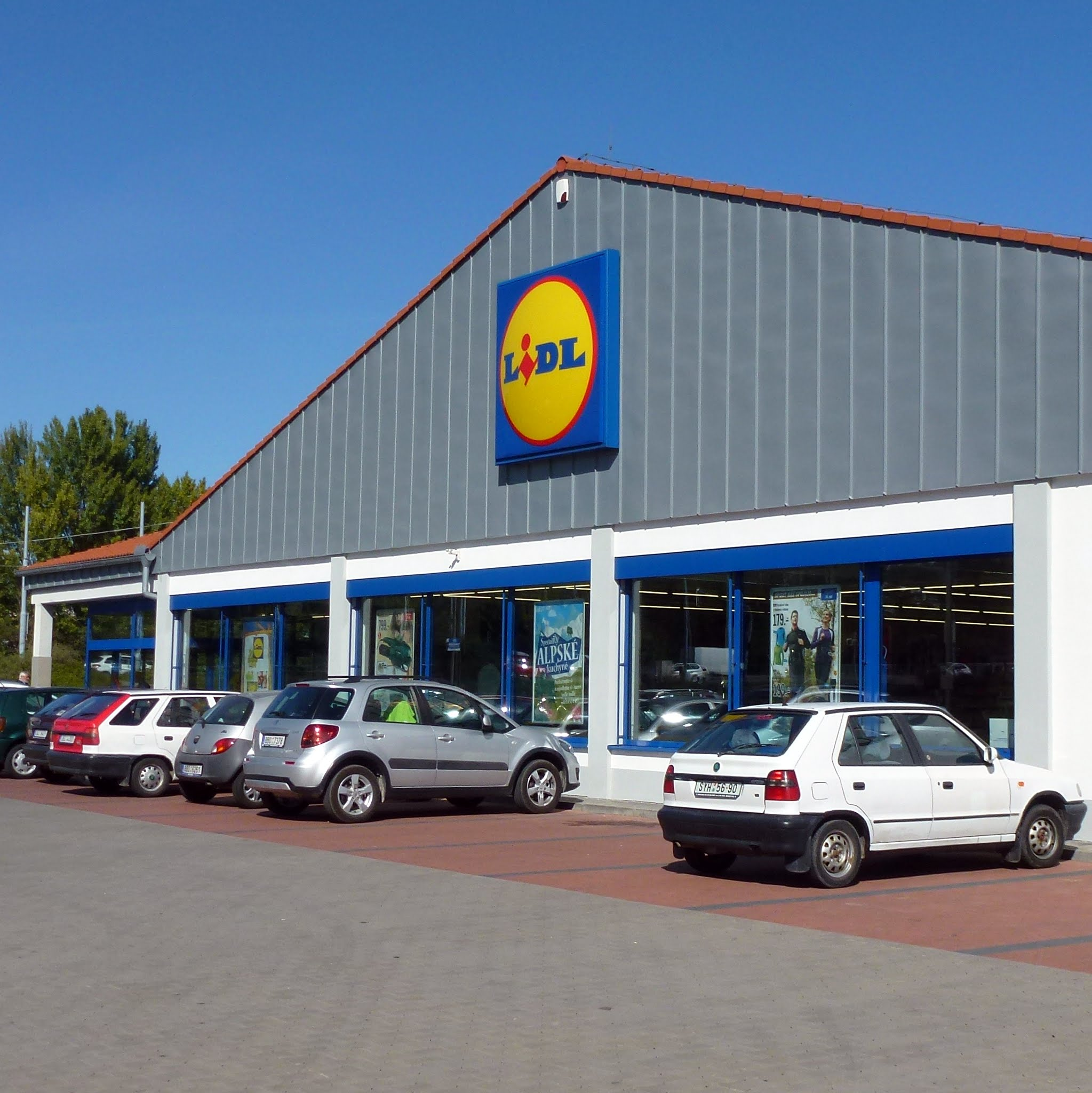
Lidl v Brně-Líšni (2012)

První prodejny Lidl byly v Česku otevřeny 26. června 2003. Jednalo se o celkem 14 prodejen v Brandýse nad Labem, Brně, Bruntálu, České Lípě, České Třebové, Českých Budějovicích, Chebu, Jindřichově Hradci, Kadani, Olomouci, Písku, Rakovníku, Uherském Hradišti a Zlíně. Lidl tak na český trh vstoupil jako poslední z velkých diskontních řetězců (konkurenční Penny Market otevřel první prodejnu v roce 1997, Norma a Plus již v roce 1992).
Podobně jako v jiných zemích Lidl v Česku nasadil rychlé tempo expanze. Jestliže v červnu 2003 vzniklo prvních 14 prodejen, koncem roku už jich bylo 51 a o další rok později 97. Skupina Schwarz (Lidl společně s Kauflandem) se v roce 2006 stala největší maloobchodní skupinou v Česku, když s tržbami 43,5 mld. Kč předstihla Makro. Lidl měl za účetní rok 2005–2006 tržby 13,3 mld. Kč a na jeho konci provozoval 130 prodejen. Dravou expanzi řetězce provázely kontroverze spojené s nepovoleným kácením stromů a protesty proti stavbě prodejen (viz sekce Kontroverze). Tempo expanze se zpomalilo až v době Velké recese: počátkem roku 2009 měl Lidl v Česku kolem 200 prodejen, na konci účetního roku 2013–2014 jich bylo 230.
Lidl se v prvních letech soustředil především na nízkou cenu, čemuž odpovídal i jeho tehdejší reklamní slogan Lidl je levný. Strategie řetězce se ale postupně měnila: už v roce 2010 byl slogan změněn na Lidl. Správná volba! a v prosinci 2015 byl představen modernizovaný koncept prodejny s novým designem interiéru a větším prostorem pro čerstvé potraviny.
V polovině září 2017 Lidl v Česku spustil internetový obchod. V pilotním provozu jej testovali zaměstnanci Lidlu a jejich příbuzní, veřejnosti se otevřel o týden později. Lidl-shop nenabízí potraviny, ale spotřební zboží, které se objevuje také v týdenní nabídce prodejen.
Od září 2020 mohou čeští zákazníci využívat věrnostní aplikaci Lidl Plus. Na jaře 2022 Lidl jako jeden z posledních tuzemských řetězců začal testovat samoobslužné pokladny.

### Prodejny
V lednu 2024 bylo podle mapy na webových stránkách řetězce v provozu 318 prodejen Lidl. Nejvíce prodejen měl Lidl v Praze (48) a ve Středočeském kraji (44), nejméně prodejen v kraji Vysočina (11) a v Karlovarském kraji (9). Lidl má prodejny ve všech okresních městech kromě Domažlic a Kutné Hory, přičemž v obou městech je výstavba prodejny v plánu. Počtem prodejen je Lidl druhým největším diskontem v Česku (největší Penny jich má přes čtyři sta).
Prodejny Lidl se většinou nacházejí v samostatných budovách s typickou stavební podobou. Pro starší prodejny byla charakteristická sedlová střecha s červenými střešními taškami, bílá omítka a obložení štítu šedými plechovými nebo kompozitními panely. Novější prodejny mají střechu plochou a vyznačují se prosklenou fasádou. U prodejen se nachází povrchové parkoviště pro několik desítek vozidel. Tento design používá mnoho prodejen napříč Evropou (viz galerie v sekci Lidl ve světě).
I v Česku se ale nacházejí prodejny Lidl, které jsou svým umístěním nebo uspořádáním netypické. Od roku 2010 funguje Lidl v suterénu pražského obchodního domu Bílá labuť. V listopadu 2019 byla v pražském Centru Stromovka otevřena první tuzemská prodejna Lidl v obchodním centru. V Brně se v obchodním centru Rozkvět na náměstí Svobody od léta 2020 nachází nejmenší tuzemský Lidl s prodejní plochou cca 600 m2, v nedalekém paláci Centrum potom v létě 2021 vznikl první Lidl se dvěma prodejními podlažími. Dvoupatrové prodejny Lidl vznikly již v roce 2020 v Písku a dalších městech, jejich přízemí však slouží pouze jako vstupní hala a kryté parkoviště. Atypicky je řešený Lidl v Litomyšli a Olomouci v městské části Povel, jejichž podoby vzešly z architektonických soutěží.
Dne 2. ledna 2025 byla otevřena první prodejna Lidl Outlet v Retail parku Štěrboholy. Prodejna se zaměřuje na bydlení, dílnu a zahradu, domácnost, hračky a sport.
| Kraj            | Počet prodejen |
| --------------- | -------------- |
| Jihočeský       | 19             |
| Jihomoravský    | 32             |
| Karlovarský     | 9              |
| Královéhradecký | 16             |
| Liberecký       | 13             |
| Moravskoslezský | 31             |
| Olomoucký       | 18             |
| Pardubický      | 17             |
| Plzeňský        | 17             |
| Praha           | 48             |
| Středočeský     | 44             |
| Ústecký         | 27             |
| Vysočina        | 11             |
| Zlínský         | 15             |
| Celkem          | 318            |

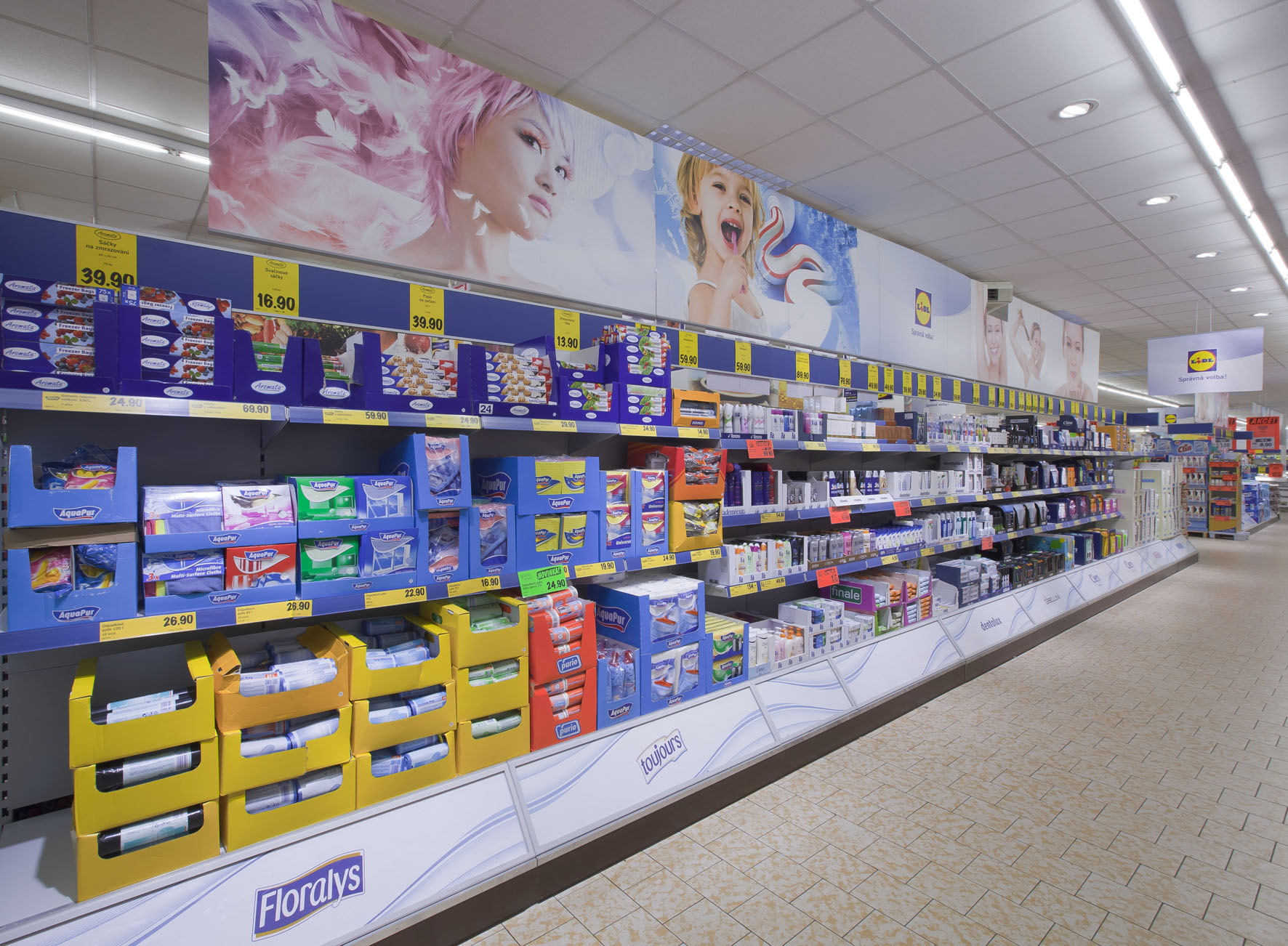
Interiér prodejny – drogerie
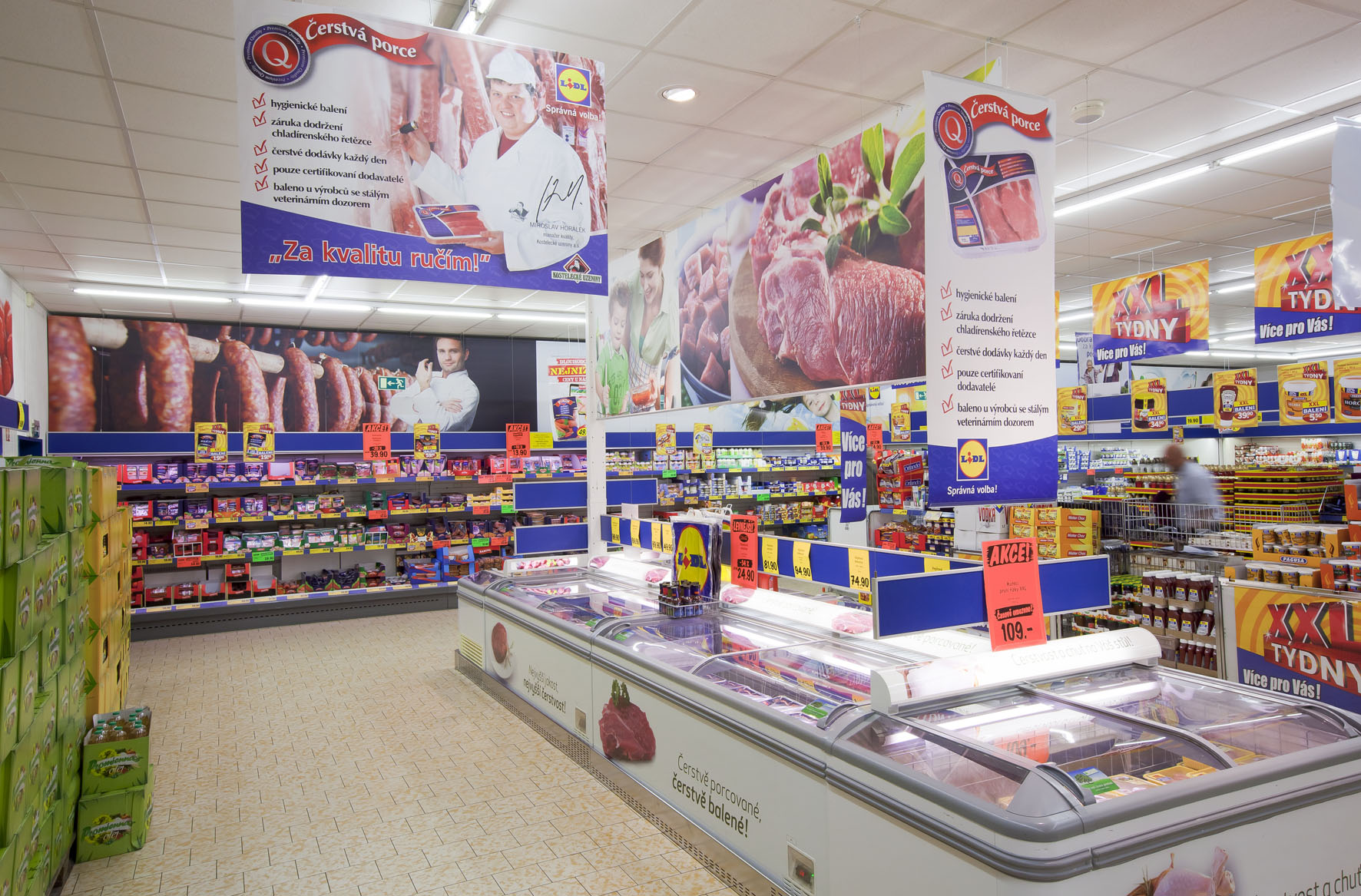
Chladírenské boxy
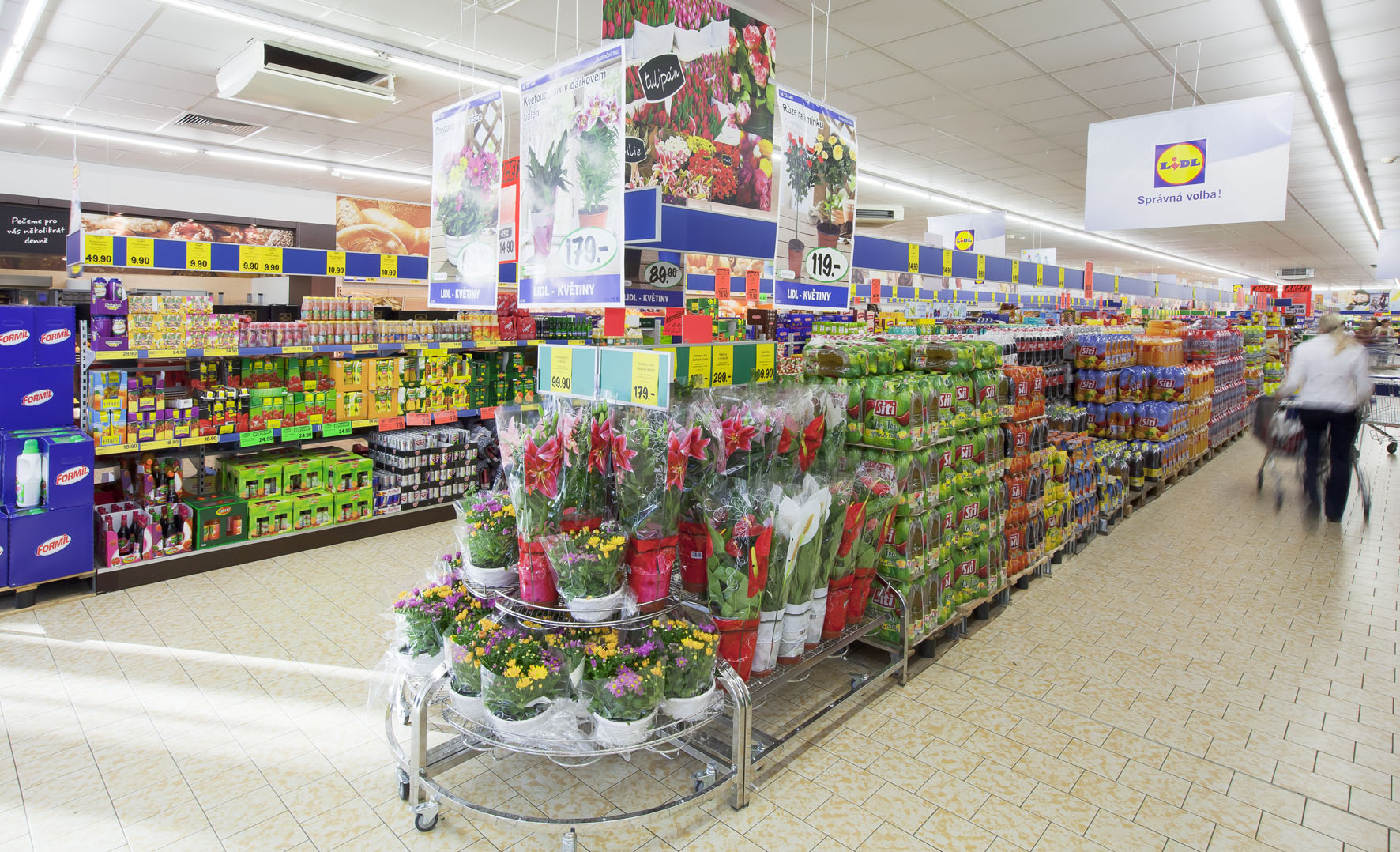
Koutek s květinami
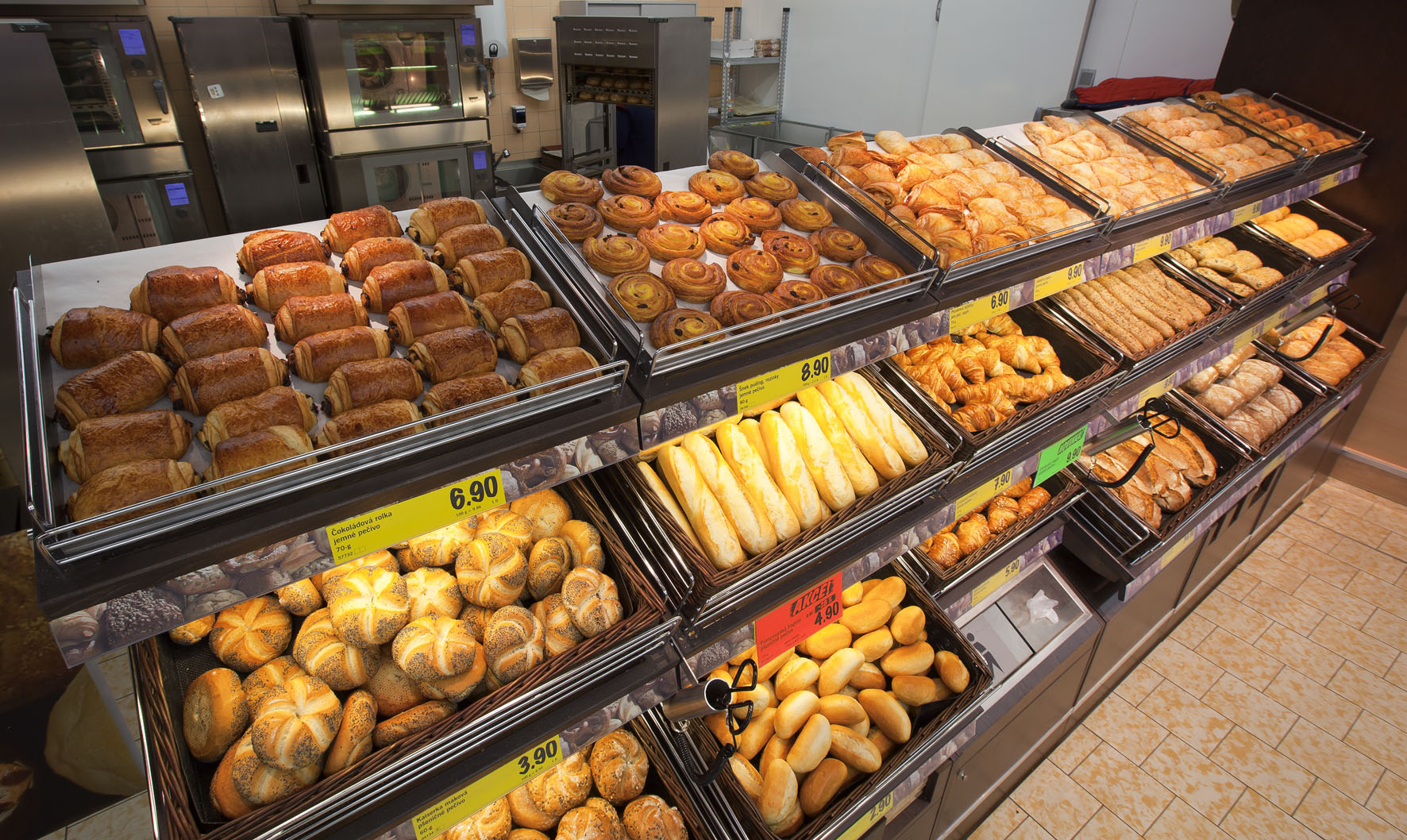
Pečivo z vlastní pekárny
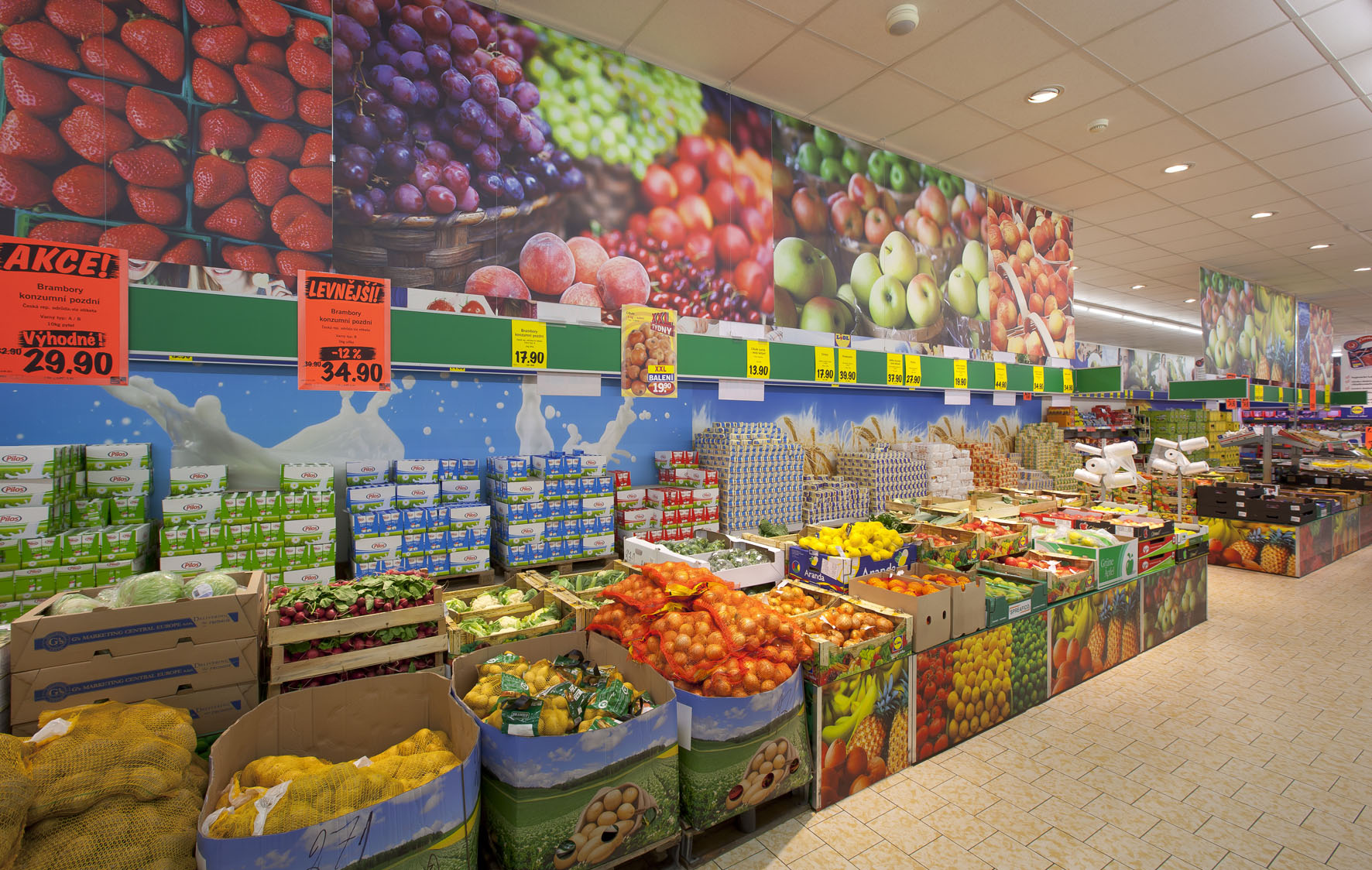
Prodej ovoce a zeleniny
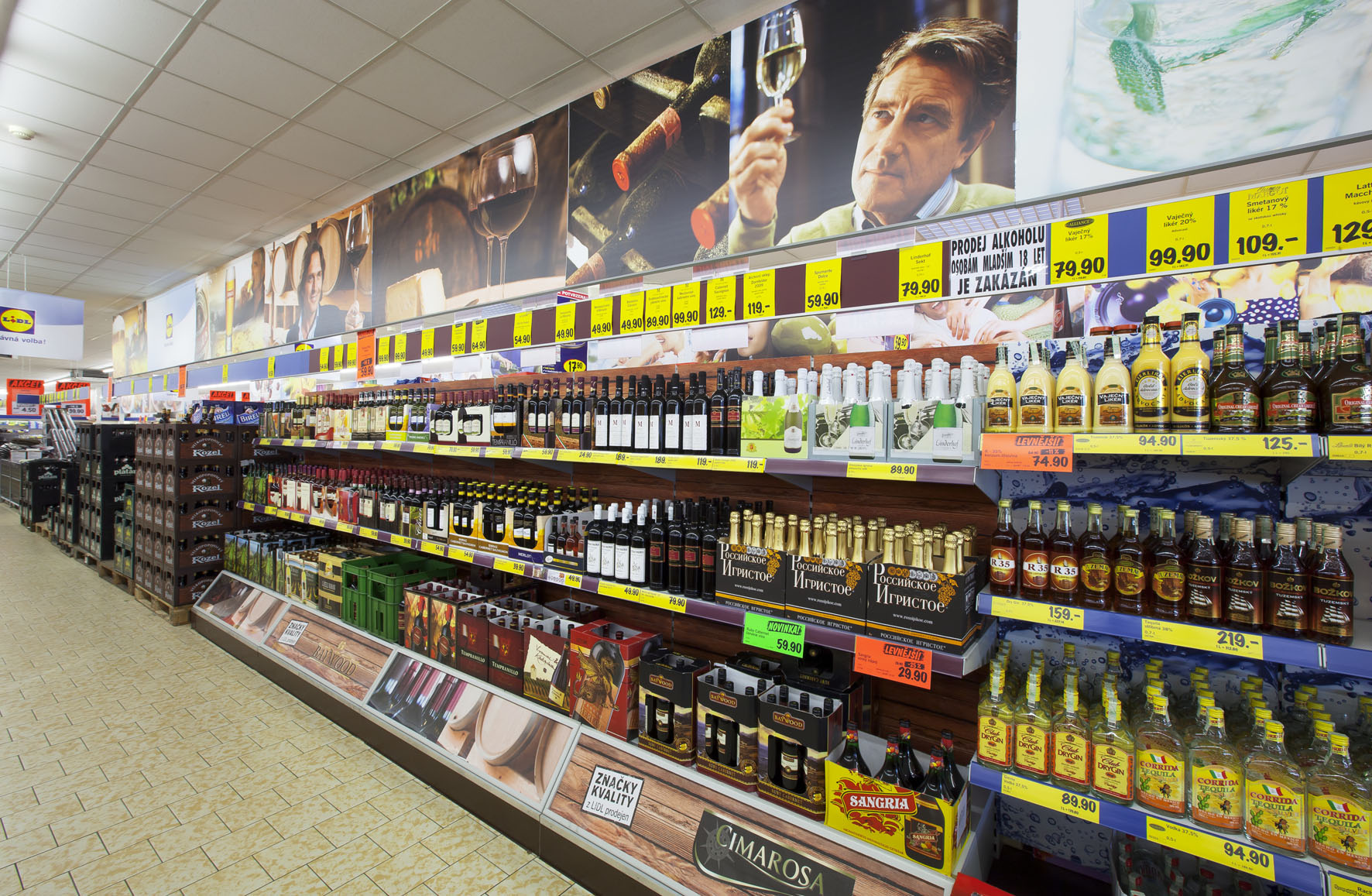
Nabídka alkoholických nápojů

### Sortiment
Ačkoliv má Lidl v nabídce také značkové zboží, velkou část jeho sortimentu tvoří výrobky privátních značek. Mezi potraviny privátních značek Lidl v Česku patří například pivo Argus, nápoje Freeway a Saguaro, mléčné výrobky Pilos nebo uzeniny Pikok. Z nepotravinářského zboží jde například o sportovní oblečení Crivit, běžné oblečení Esmara a Livergy, dětské oblečení Lupilu, nářadí Parkside, elektroniku Silvercrest nebo čisticí prostředky W5.
Podobně jako v jiných diskontech není sortiment nepotravinářského zboží stálý. Nové položky jsou do sortimentu zařazovány v pondělí a ve čtvrtek a nabízeny jsou do vyprodání zásob. Každý týden je obměňována i část potravinářského sortimentu – mezi témata týdenních akcí patří speciality zahraničních kuchyní (např. americké, asijské, francouzské, italské, mexické nebo španělské), retro týden (kdy jsou potraviny prodávány v obalech s historickým designem z dob ČSSR) nebo XXL týden (kdy jsou potraviny prodávány ve větším balení).

### Marketing
Kromě typické kombinace modré, žluté a červené barvy k prezentaci Lidlu v Česku patří slogany Lidl. Správná volba!, Nejlepší kvalita za Lidl ceny nebo Lidl – jednička v čerstvosti. V prvních letech tuzemského podnikání Lidl provázela negativní pověst laciného, nepříliš kvalitního obchodu. Přízeň českých zákazníků si Lidl získal změnou marketingové strategie, týdenními slevovými akcemi, ale také spoluprací se známými osobnostmi. V reklamních kampaních Lidl se objevili například herec Marek Vašut, šéfkuchař Roman Paulus, lyžařka a snowboardistka Ester Ledecká, rybář Jakub Vágner nebo performer Kapitán Demo. Lidl byl českými marketingovými experty označen za lovebrand, tedy oblíbenou značku, ke které mají lidé osobní vztah.

### Ocenění

#### Obchodník roku
Lidl v uplynulých letech získal několik ocenění v soutěži Mastercard Obchodník roku pořádané reklamní agenturou Ogilvy:
- vítězství v kategorii Obchodník roku s potravinami (2017, 2018, 2019, 2020, 2021, 2022)
- vítězství v kategorii E-shop roku (2020)
- vítězství v kategorii Cena veřejnosti (2020, 2021, 2022)

V sortimentových kategoriích soutěže rozhodují výsledky nezávislého průzkumu, vítěze Ceny veřejnosti určuje hlasování. Lidl se čtyřikrát stal také absolutním vítězem soutěže, a to v letech 2008–2011.

### Aktivity

#### Srdíčkové dny
Lidl je partnerem sdružení Život dětem, které pomáhá dětem se zdravotním postižením nebo dlouhodobou nemocí. Do sbírky pod názvem Srdce dětem se zákazníci mohou zapojit nákupem samolepky nebo přičtením darované částky k ceně nákupu. V roce 2023 bylo ve sbírce vybráno 41 mil. Kč, mezi lety 2011 a 2023 celkově 326 mil. Kč.

#### Rákosníčkova hřiště

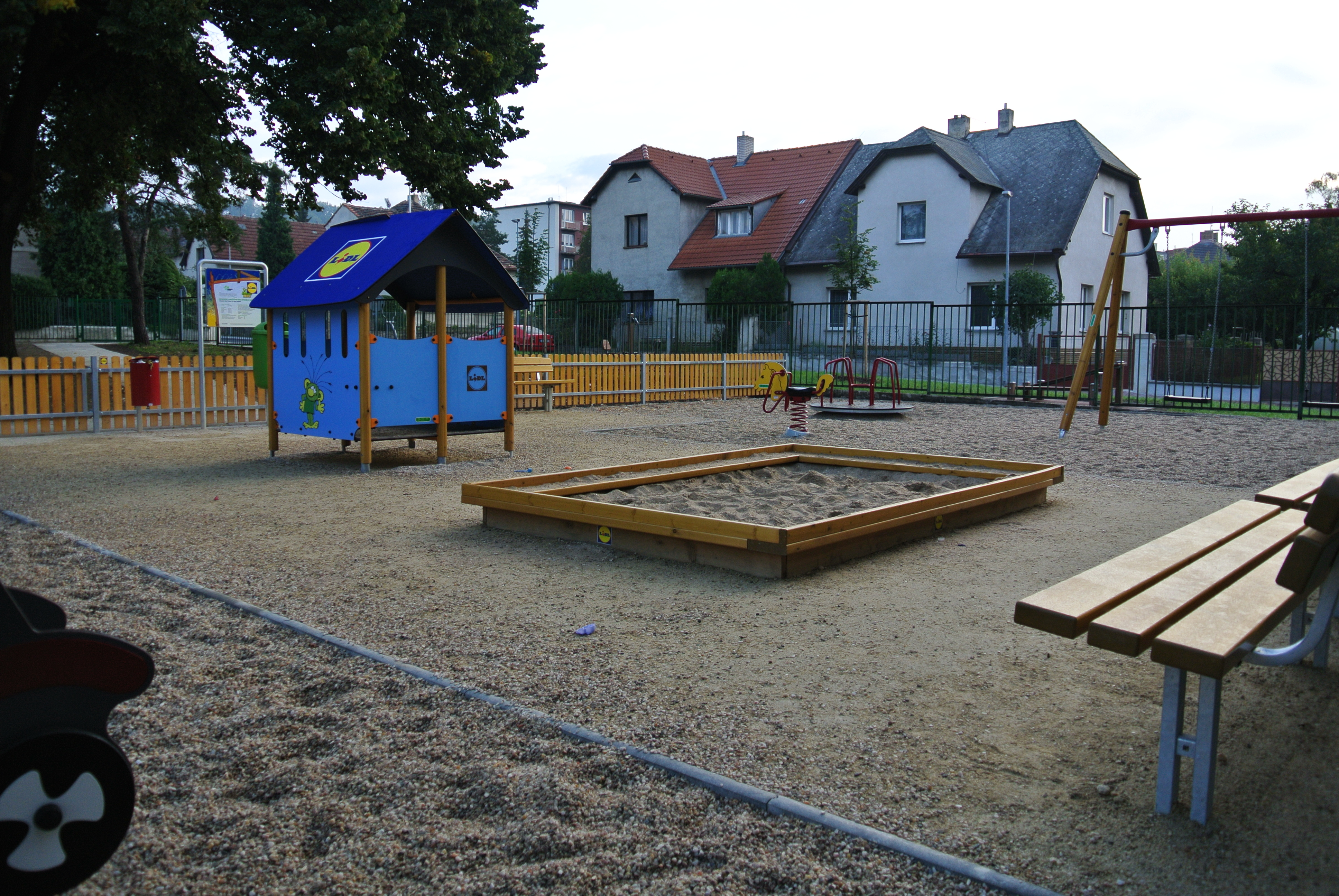
Rákosníčkovo hřiště v Praze-Hloubětíně

V letech 2012–2019 Lidl financoval výstavbu 100 dětských hřišť s motivem postavičky Rákosníčka ze stejnojmenného večerníčku. Místa, kde hřiště vznikla, byla vybrána na základě veřejného hlasování.

#### Lokální podpora
V den otevření nové či rekonstruované prodejny Lidl za každý nákup nad 300 Kč přispívá 50 Kč některé z místních škol, školek nebo knihoven.

#### Lidl les
V reakci na kůrovcovou kalamitu Lidl v roce 2022 financoval výsadbu 30 hektarů smíšeného lesa. Zákazníci na projekt symbolicky přispívali nákupem výrobků privátní značky Náš kraj. Tváří kampaně se stal Jakub Vágner, partnerem projektu byly Lesy ČR.

### Kontroverze

#### Kácení stromů
V době vstupu řetězce na český trh v letech 2002–2003 došlo na staveništích několika prodejen Lidl k nelegálnímu pokácení nejméně 102 stromů. Společnou charakteristikou bylo, že stromy zakrývaly výhled na prodejnu nebo reklamní poutače; v některých případech se jednalo o stromy, k jejichž pokácení se Lidl neúspěšně pokusil získat povolení. Sdružení Děti Země vyzvalo k bojkotu řetězce. Lidl ohledně tématu nejprve odmítal komunikovat, později se od kácení distancoval a podal trestní oznámení na neznámého pachatele. Se sdružením Děti Země řetězec podepsal dohodu, ve které se zavázal k náhradní výsadbě 1 020 nových stromů a k ochraně stávajících stromů na svých pozemcích. Podezřelé kácení stromů u prodejen Lidl nicméně pokračovalo i v dalších letech.

#### Protesty proti výstavbě prodejen
Výstavba prodejen Lidl se na různých místech v Česku setkala s odporem místních obyvatel.
Výstavbu Lidlu na autobusovém nádraží v roce 2005 odmítli obyvatelé Milevska. Úspěšný byl i protest občanů na sídlišti Trávník v Přerově. S nesouhlasem části obyvatel se Lidl setkal také v roce 2009 ve Veselí nad Lužnicí, kde ze svých plánů nakonec ustoupil.
Neúspěšně proti výstavbě Lidlu spojené s demolicí jídelny v roce 2005 protestovali lidé v Hořicích. Vzniku Lidlu nezabránily protesty obyvatel ani v roce 2007 v Olomouci-Pavlovičkách. Výstavbu prodejny v Bučovicích město nejprve zablokovalo podáním návrhu na památkovou ochranu měšťanských domů, které měly být zbourány. S náhradním umístěním v roce 2009 nesouhlasil místní okrašlovací spolek, prodejna byla nakonec otevřena až o deset let později.
Pro výstavbu Lidlu se v roce 2019 vyslovili v referendu občané středočeských Měchenic, o rok později byla v referendu schválena výstavba Lidlu v Ústí nad Labem-Střekově (kvůli nízké účasti však výsledek není závazný).

#### Ekologie
Česká inspekce životního prostředí Lidlu v roce 2007 uložila pokutu 600 tis. Kč za to, že od zákazníků odmítal odebírat použitý motorový olej a baterie, pokud se nejednalo o výrobky z jeho prodejen. O rok později dostal Lidl za téže pochybení pokutu 2 mil. Kč.
Za netřídění odpadu v logistickém centru v Cerhovicích dostal Lidl pokutu 90 tis. Kč v roce 2018 a 100 tis. Kč v roce 2019.
V roce 2020 dostal Lidl pokutu 240 tis. Kč za to, že nenechával kontrolovat systémy klimatizace a chlazení a jejich odolnost vůči úniku chladicích látek.

#### Nález kokainu
V dubnu 2015 bylo nalezeno 100 kg kokainu v zásilce banánů, která byla doručena do prodejny Lidl v Praze-Zbraslavi. Na české poměry rekordní nález překonal až případ z června 2022, kdy bylo nalezeno 840 kg kokainu v zásilce banánů určené pro Kaufland.

#### Černošský model
V lednu 2017 se Lidl stal terčem nenávistných komentářů poté, co v jeho letáku pózoval v oblečení model tmavé pleti. Řetězec se proti rasistickým reakcím vymezil.

### Zajímavosti
- Lidl mezi lety 2009 a 2014 několikrát prodával jednodenní síťové jízdenky ČD Net Lidl, platné ve vlacích Českých drah.[150][151][152] V roce 2011 Lidl za zvýhodněnou cenu nabízel také slevovou kartu In-karta s roční platností.[153]
- V březnu 2017 Lidl jako první řetězec v Česku přestal prodávat jednorázové plastové nákupní tašky.[154]